# Michael Fellows
Michael Ralph Fellows AC (* 15. Juni 1952 in Upland, Kalifornien) ist ein US-amerikanisch-australisch-kanadischer Mathematiker und Informatiker.

## Biografie
Fellows studierte Mathematik an der Sonoma State University mit dem Bachelor-Abschluss und erwarb seinen Master-Abschluss an der University of California in San Diego, an der er 1985 bei Michael Fredman promoviert wurde (Encoding graphs in graphs). Er war ab 1985 Assistant Professor an der Washington State University, ab 1986 Assistant Professor an der University of New Mexico und ab 1987 Associate Professor an der University of Idaho. 1990 wurde er Associate Professor und 1995 Professor an der University of Victoria und 1999 Reader für theoretische Informatik an der Victoria University of Wellington. 2001 bis 2010 war er Professor für Informatik an der University of Newcastle und 2010 bis 2015 Professor (Australian Professoral Fellow) an der Charles Darwin University und ist seit 2016 Professor an der Universität Bergen (Elite Professor für Informatik).
2014 wurde er Fellow der European Association for Theoretical Computer Science. 2007 erhielt er einen Humboldt-Forschungspreis, mit dem er bei Rolf Niedermeier in Jena war. 2007 wurde er Fellow des Institute for Advanced Study in Durham. Er ist Honorary Fellow der Royal Society of New Zealand.
Er befasst sich insbesondere mit Komplexitätstheorie und begründete mit Rod Downey das Gebiet der parametrisierten Komplexität und parametrisierter Algorithmen, die er auf Big Data Probleme anwendet. Er veröffentlichte auch über Didaktik der Informatik. Als Mathematiker befasste er sich mit Graph-Minoren und er befasste sich mit Neal Koblitz mit Kryptographie, darunter Kid Krypto für Unterricht von Kindern basierend auf verschiedenen kombinatorischen Problemen.
2014 erhielt er mit Hans Bodlaender, Rod Downey, Danny Hermelin, Lance Fortnow und Rahul Santhanam den Nerode Prize der European Association for Theoretical Computer Science. In den beiden ausgezeichneten Arbeiten zeigen die Autoren, dass eine große Klasse von FPT-Problemen keinen polynomiellen Kern besitzen. 2018 wurde er zum Mitglied der Academia Europaea gewählt. Für herausragende Verdienste um die Hochschulbildung, insbesondere auf dem Gebiet der theoretischen Informatik, als führender Akademiker, Forscher und Autor, als Mentor und durch Programme zur Förderung der Öffentlichkeit, insbesondere für Kinder wurde er 2016 zum Companion des Order of Australia ernannt.
1999 heiratete Michael Fellows die Informatikerin Frances A. Rosamond.
Neben der US-amerikanischen Staatsbürgerschaft hat er die von Australien und Kanada.

## Schriften
- mit Rod Downey: Parametrized Complexity, Springer, Monographs in Computer Science 1999
- mit R. Downey: Fixed-parameter tractability and completeness, 4 Teile, Teil 1 (Basic Results), SIAM Journal on Computing, Band 24, 1995, S. 873–921, Teil 2 (The completeness for W[1]), Theoretical Computer Science, Band 141, 1995, S. 109–131, Teil 3 (Some structural aspects of the W-Hierarchy) in: K. Ambos-Spies, S. Homer, U. Schoning (Hrsg.), Complexity theory. Current Research, Cambridge University Press 1993, S. 166–191, Teil 4 (On Completeness for W[P] and PSPACE analogues) mit Abrahamson, Annals of Pure and Applied Logic, Band 73, 1995, S. 235–276
- mit Nancy Casey: This is MEGA-Mathematics, Los Alamos National Labs 1992
- mit Tim Bell, Ian Witten: Computer Science Unplugged ... offline activities and games for all ages, 1996 (es gibt auch eine Teachers Edition), pdf, Version 2015, pdf